# Eduard VII.
Eduard VII. (Albert Edward; London, 9. studenog 1841. – London, 6. svibnja 1910.), kralj Ujedinjenog Kraljevstva i britanskih prekomorskih dominiona, te car Indije od majčine smrti, 1901. godine do svoje smrti. Bio je prvi britanski monarh iz dinastije Sasko-Koburške i Gothske, koja je ubrzo nakon njegove smrti preimenovana u dinastiju Windsor.

## Djetinjstvo
Eduard je rođen u jutro 9. studenog 1841. godine kao drugo dijete, ali prvi sin kraljice Viktorije i njenog supruga, princa Alberta. Kraljica Viktorija je proglasila svoga sina princem od Walesa 8. prosinca 1841. godine. Kao sin princa Alberta nosio je naslov princa Sasko-Koburške i Gotske, te vojvode Saske. Godine 1863. odrekao se svog nasljednog prava na vojvodstvo Sasko-Koburške i Gotske u korist mlađeg brata Alfreda, čime je izbjegnuta personalna unija između tog vojvodstva i Ujedinjenog Kraljevstva.
Kraljica Viktorija je odlučila da će njen sin dobiti obrazovanje koje će ga pripremiti za buduću ulogu ustavnog monarha. Njegovo obrazovanje nadgledao je otac, ali Eduard se nije isticao kao njegova starija sestra Viktorija. Njegovi roditelji imali su prilično nerealistična očekivanja u pogledu Eduardovih sposobnosti. Eduard je, bez obzira na to, tijekom cijelog života tečno govorio francuski i njemački jezik. 
Godine 1861. upisan je na koledž Trinity. Eduard je želio vojnu karijeru, ali želje mu nisu uzimane u obzir jer je bio prijestolonasljednik, te je ohrabrivan da izučava politiku. Iste godine aranžiran je njegov sastanak s budućom suprugom kraljevnom Aleksandrom od Danske. U to vrijeme kraljica Viktorija i princ Albert su već bili dogovarali brak između Eduarda i Aleksandre.

## Mladost i brak
U prosincu 1861. godine umro je princ Albert, Eduardov otac. Kraljica Viktorija je bila neutješna i nosila je crninu četrdeset godina - do kraja života. Za njegovu smrt Viktorija je počela kriviti Eduarda, za čije je razuzdano mladenačko ponašanje vjerovala da je negativno utjecalo na Albertovo zdravlje. Odnos između majke, monarhinje, i njenog sina, prijestolonasljednika, od tada se trajno pogoršao. Viktorija se povukla iz javnog života, ali nije dopuštala da u njeno ime nastupa Eduard. Poslala ga je na turneju po Bliskom istoku, a nakon povratka sklopljene su njegove zaruke s kraljevnom Aleksandrom.
Eduard je oženio Aleksandru 10. ožujka 1863. godine. Njihov brak dočekan je s neodobravanjem u nekim krugovima, jer je većina Viktorijine rodbine bila njemačkog podrijetla, a Njemačka je u tom periodu bila u sukobu s Danskom.
Princ i princeza od Walesa vodili su ekstravagantan društveni život, što je često ljutilo konzervativnu Viktoriju. Eduard je imao nekoliko ljubavnica tijekom svog bračnog života. Suprugu je varao relativno diskretno, ali nije mogao spriječiti glasine u javnosti ni nagađanja tiska. Aleksandra je, smatra se, znala za neke (ili čak sve) muževe ljubavnice. Eduard nikada nije priznao nijedno od djece koje su njegove ljubavnice rađale, ali se pretpostavljalo da je Sonia Keppel, baka Camille, vojvotkinje od Cornwalla, bila njegovo vanbračno dijete.
Eduard je često nastupao u ime svoje ostarjele majke na javnim ceremonijama i okupljanjima. Kraljica Viktorija, međutim, sinu nikada nije dopustila da aktivno sudjeluje u vođenju države sve do 1898. godine, pred sam kraj svoje vladavine. Još 1864. godine Eduard je razbjesnio majku kada je na skupu po pitanju sukoba između Danske i Njemačke stao na stranu Danske, dok je njegova majka podržavale Nijemce. Iste godine sukobio se s majkom kada mu je ona izričito zabranila da se sastane s Garibaldijem.
U zimi 1871. godine Eduard se zarazio trbušnim tifusom, koji je ranije ubio njegovog oca. Bolest prijestolonasljednika izazvala je veliku zabrinutost nacije, pogotovo kada je jedan od muškaraca iz Eduardove pratnje umro od te bolesti. Za vrijeme bolesti Eduardov odnos s majkom se malo poboljšao, a njegovo ozdravljenje dočekano je s olakšanjem. Obilježeno je proslavama širom kraljevstva. Po ozdravljenju Eduard je oko sebe okupio političare iz svih krugova i stranaka, uključujući i republikance, te tako doprinio porastu svoje popularnosti među narodom i državnicima.
Kao princ od Walesa Eduard je otvarao koledže i uživao u golfu, kockanju, lovu i konjskim trkama. Godine 1875. Eduard je otputovao u Indiju na osmomjesečnu turneju. Njegovi savjetnici divili su se kraljevićevoj sposobnosti sve ljude tretirati jednako, bez obzira na boju kože i religiju, a on sâm žalio se na način na koji su se Britanci odnosili prema Indijcima. Turneja je završila uspješno, a njegova majka je velikim dijelom i zbog toga od indijskog parlamenta dobila naslov carice Indije.
Bio je u posjetu Hrvatskoj, tada u sklopu Austro-Ugarske, kada je u društvu austrijskog cara Franje Josipa I., promatrao vojne vježbe na području sela Rače i Drljanovca, oko 20 km od Bjelovara, 12. rujna 1888. godine. Povodom toga, selo Bulinac kraj Rače bilo je na naslovnici engleskih novina "The Graphic". Primjerak novina čuva se u Gradskom muzeju u Bjelovaru.
Godine 1892. princ i princeza od Walesa izgubili su starijeg sina, Alberta Viktora, samo šest mjeseci nakon njegovih zaruka s princezom Marijom od Tecka. Smrt najstarijeg sina teško je pogodila Eduarda i Aleksandru. Njegovo mjesto u nasljednom nizu zauzeo je Eduardov mlađi sin, kraljević Đuro, te je ubrzo sam bio zaručen s princezom Marijom.
Eduard je bio meta neuspjelog atentata u Belgiji 4. travnja 1900. godine. Atentator, Jean-Baptiste Sipido, prosvjedovao je protiv Burskog rata.

## Vladavina
Kraljica Viktorija umrla je 22. siječnja 1901. godine - Eduard je istog trenutka postao kralj Ujedinjenog Kraljevstva i car Indije. U trenutku ustoličenja imao je 59 godina - više nego ijedan drugi prijestolonasljednik u povijesti britanske monarhije. Odlučio je vladati kao Eduard VII., a ne kao Albert Eduard, kako je to njegova majka Viktorija zamišljala, pravdajući svoju odluku rekavši da želi da ime Albert ostane isključivo očevo. Njegovom rednom broju suprotstavili su se pojedinci u Škotskoj i sama Škotska crkva (čiji je Eduard bio poglavar), tvrdeći da bi trebao biti Eduard I. pošto Škotskom prethodno nije vladao nijedan Eduard. Sličan problem javit će se kada četiri desetljeća poslije na prijestolje sjedne Eduardova praunuka, Elizabeta II.
Usprkos raznim skandalima koje je izazvao kao princ od Walesa, Eduard je kao kralj ostavio više nego dobar dojam. Neko vrijeme po stupanju na prijestolje mogao je sebi priuštiti lagodan i rastrošan život, jer je njegova majka u trenutku smrti otplatila sve dugove kraljevske obitelji i čak zadužila državu. U stvari, smatra se da je Eduard bio prvi kralj koji je na tron došao, a da nije morao isplaćivati dugove svog prethodnika. Eduardovi financijeri su bili Židovi, a u vrijeme porasta anti-semitskog raspoloženja kraljevo druženje sa Židovima je bilo otvoreno kritizirano.
Eduard VII. i njegova supruga Aleksandra okrunjeni su 9. kolovoza 1902. godine u Westminsterskoj opatiji. Krunidba je prvobitno bila planirana za 26. lipnja, ali samo dva dana prije predviđene ceremonije Eduardu je dijagnosticirana upala slijepog crijeva. Zahvaljujući razvoju anestezije i antiseptika u proteklih pet desetljeća, Eduard je mogao biti operiran i spašen, iako su takve operacije tada često bile smrtonosne. Kralj se oporavio za nekoliko tjedana.
Eduardovi glavni politički interesi ležali su u okviru vojnih i mornaričkih pitanja. Njegov najvažniji posjet stranoj zemlji bio je onaj Francuskoj, 1903. godine. Pomogao je stvaranju saveza, Antante, između dviju država i uklanjanju svake mogućnosti za rat tijekom Eduardove vladavine. Sporazum potpisan 8. travnja 1904. godine izolirao je Britaniju od državnih afera na kontinentu i pokušao balansirati s rastućim carstvima Njemačke i Austro-Ugarske.
Eduard i Aleksandra su bili rodbinski povezani s gotovo svakim europskim monarhom - Eduard preko majke, a Aleksandra preko oca. Eduard je stoga dobio nadimak "ujak Europe", oživljavajući uspomenu na majčin popularni nadimak "baka Europe". Eduard, međutim, nije bio u najboljim odnosima sa svim rođacima. Njegov napeti odnos sa sinom svoje starije sestre, njemačkim carem Wilhelmom II., pojačavao je tenzije između Britanije i Njemačke. Godine 1908. Eduard je posjetio sina suprugine sestre, ruskog cara Nikolu II., te postao prvi britanski monarh koji je posjetio Rusiju.
Eduard se kao kralj aktivno uplitao u pitanje reformi mornarice i vojske, iako se rijetko uplitao u političke afere. Njegovi pogledi na neka državna pitanja toga vremena bili su relativno liberalni. Nije bio rasist, ali nije podržavao inicijativu ženskog prava glasa.
Dana 6. svibnja 1910. godine Eduard je pretrpio nekoliko srčanih udara. Umro je petnaest minuta prije ponoći, u noći između 6. i 7. svibnja, a naslijedio ga je jedini preživjeli sin, Đuro V.